# Rue Saint-Ferréol
La rue Saint-Ferréol est une voie située dans le 1er et 6e arrondissement de Marseille.
Elle est surnommée par les Marseillais la rue "Saint Fé".

## Situation et accès
Il s'agit de la principale artère piétonne commerçante du centre-ville de Marseille qui va de la place Félix-Baret à la Canebière.

## Origine du nom
La rue Saint-Ferréol doit son nom à une chapelle qui était située à l’angle de la rue Grignan.

## Historique
La rue Saint-Ferréol appartient comme ses voisines à l'agrandissement de Marseille voulu par Louis XIV en 1666.

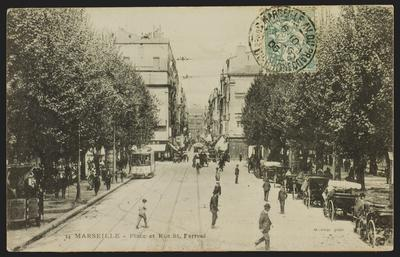
La place Saint-Ferréol et la rue Saint-Ferréol vue dans l'axe au croisement avec la rue Montgrand

La rue est munie de trottoirs et de pavés dès 1731 et est partiellement reconstruite et mieux alignée vers le milieu du XVIIIe siècle pour trouver enfin une cohésion sous Louis XVI,.